# Tarta de Santiago
La tarta de Santiago es una tarta tradicional de la cocina gallega con indicación geográfica protegida.
Actualmente se pueden comprar en casi todas las pastelerías de las poblaciones y zonas por las que pasa el Camino de Santiago, desde Roncesvalles o Jaca hasta Santiago de Compostela; y en toda la comunidad autónoma de Galicia, especialmente durante el mes de julio y la primera semana de agosto (debido a que el 25 de julio es Santiago Apóstol). Sus principales ingredientes son almendras, azúcar, huevos y naranja.

## Características
La tarta de Santiago está elaborada con almendras pulverizadas y azúcar (el mismo peso de ambas) mezcladas con huevo. Se obtiene así una masa compacta a la que se le añade cierta cantidad de mantequilla o manteca. Posteriormente, se hornea en un recipiente refractario a 180 °C - 200 °C durante unos 45 minutos, hasta que la parte superior se endurece. Como detalle final, se suele espolvorear azúcar fino sobre una plantilla de la Cruz de Santiago, de manera que, al retirarla, la silueta de la cruz queda impresa. 
Estas tartas no deben incluir nada de harina, salvo en la masa que las recubre por debajo (masa quebrada), pero sí incluyen canela y ralladura de limón. La tarta debe tener un color dorado al corte y su textura debe ser ligeramente esponjosa y algo granulada. El aroma característico de esta tarta es una mezcla equilibrada entre la almendra y el huevo.

## Historia
Se desconoce su origen, puesto que es prácticamente igual a la Tarta de Elche, de la que se distingue por no llevar nada de harina. No se sabe nada acerca del consumo de almendra en Galicia durante la Edad Media pero se sabe que la carestía de este alimento lo convertía en un lujo reservado a pocos. La primera noticia que se tiene del uso de este "bizcocho de almendra", al que hoy conocemos como Tarta de Santiago, procede de 1577 durante una visita de Pedro de Porto a la Universidad de Santiago aunque por aquel entonces era denominada "torta real" la elaboración y la proporción de los ingredientes hacía pensar en lo que denominamos hoy en día "Tarta de Santiago". Las primeras recetas fiables proceden de apuntes de Luis Bartolomé de Leybar que datan de 1838 bajo el epígrafe de "Tarta de Almendra". 
El origen de la Cruz de Santiago representada en su superficie data de 1924 en que la compostelana «Casa Mora» comienza a adornar las tartas de almendra con la que sería su silueta característica, alcanzando gran éxito en Galicia y en el resto de España.
El 3 de marzo de 2006 la Tarta de Santiago entró en el registro de Indicación Geográfica Protegida.

## Servir
Aunque en la mayoría de los casos suele ser un postre servido tras las comidas, acompañado de un café con leche, existen otras variantes que permiten degustar esta tarta con un vino dulce. 